# Abel Poulain
Pour les articles homonymes, voir Poulain (homonymie).
 (juin 2025).
Abel Poulain (né le 26 juillet 1899 à Marconne et mort le 4 février 1969 à Hesdin) est un résistant français - au sein de l'Organisation civile et militaire (OCM) ainsi que de comités de Libération - et homme politique socialiste (député, conseiller général et maire).

## Biographie
Volontaire lors de la Première Guerre mondiale dès ses 17 ans, mais également militant socialiste SFIO dans les années 1920, conseiller municipal d'Hesdin à partir de 1929, puis maire adjoint de 1935 à 1939, il participe à la résistance dans les rangs de l'Organisation civile et militaire.
Alors qu'il se battait une fois de plus volontairement pour sa patrie au commencement de la Seconde Guerre mondiale, il fut arrêté par l'ennemi allemand et emprisonné. Néanmoins, il réussit à s'évader et rejoignit hâtivement la Résistance. Lieutenant des FFI, il présida les comités de Libération cantonal, local et d’arrondissement. En effet, de nombreux socialistes dans la zone occupée du Nord, à l’instar d’Abel Poulain et de son ami Guy Mollet mais également de Maurice Grossemy, héros de Verdun, résistant torturé puis déporté, rejoignirent les rangs de l’Organisation civile et militaire, née de la fusion d’un groupe de militaires dirigés par Jacques Arthuys, ancien fondateur des Faisceaux, et de la Confédération des travailleurs intellectuels avec Maxime Blocq-Mascart. Consécutivement, le résistant Abel Poulain fut élu maire d'Hesdin en 1945, puis conseiller général cette même année.
Député socialiste pendant les deux constituantes (1945-46), puis de 1946 à 1951, il est chargé en février 1946 avec le député René Penoy du MRP, d’une enquête économique dans les zones d’occupation françaises en Allemagne et Autriche. Dans leur rapport (au nom de la commission parlementaire), ils remarquent qu’un grand nombre d’usines autrichiennes reprennent rapidement leur activité grâce aux services français et aux entrepreneurs autrichiens toujours en fonction malgré leurs antécédents. Ce rapport précieux permet de déboucher sur un constat titré « Rendre l’Autriche indépendante » et qui fait polémique à l’époque comme le souligne Klaus Eisterer dans son ouvrage La Présence française en Autriche 1945-1946) : occupation, dénazification, action culturelle. Il ne sera pas réélu aux élections législatives de 1951 et abandonne ses autres mandats.
Il quitte alors la vie publique, se consacre à sa famille et à son entreprise de menuiserie.
Ses enfants reprendront l’affaire familiale ou se dirigeront vers d’autres domaines comme l’enseignement.

## Carrière politique
Aux élections du 21 octobre 1945, il se présente dans la première circonscription du Pas-de-Calais, deuxième de la liste SFIO dirigée par Henri Henneguelle. Trois listes seulement s’affrontent. Celle de la SFIO recueille 60 525 voix, pour 172 181 suffrages exprimés. Elle arrive derrière celle du MRP (80 637 voix), mais devance largement celle du PC (32 019 voix). Abel Poulain est élu à la plus forte moyenne. Il est nommé membre de la commission de l’équipement national et de la production. Il est nommé député au sein de la SFIO dans un contexte assez particulier: celui de l'érosion de la représentation ouvrière dans ce parti socialiste. En effet, en 1936, 50% des députés du parti (soit 3 sur 6) provenaient du milieu ouvrier. En 1945, il n'en reste plus qu'un: Sion, représentant purement symbolique. Les autres sont directeur commercial (Just), enseignants à l'image de Guy Mollet et entrepreneur en menuiserie, c'est-à-dire Abel Poulain.
Aux élections de juin 1946, la circonscription compte cinq listes en compétition. À côté des trois grands partis sont en effet en lice une liste RGR et une liste dite d’Union des républicains du Pas-de-Calais. Ces deux dernières sont dirigées respectivement par les anciens députés André Isoré et Adolphe Vincent. Cette nouvelle donne entraîne un affaiblissement des résultats des listes MRP et SFIO. Mais la représentation de la circonscription reste la même : deux républicains populaires, deux socialistes et un communiste. Abel Poulain retrouve son siège à la commission de l’équipement national et de la production.
Aux législatives de novembre 1946, Henri Henneguelle et Abel Poulain restent à la tête de la liste SFIO. Cinq listes s’affrontent à nouveau dans la première circonscription du Pas-de-Calais. Par rapport à juin 1946, le panorama est cependant nettement renouvelé. Les listes RGR et d’Union des républicains ont disparu. Sont entrées en lice une liste dite de rassemblement des républicains et surtout une liste d’action démocratique et sociale. La première est conduite par le maire du Touquet. La seconde est dirigée par Jacques Vendroux, le beau-frère du général de Gaulle, qui jusqu’alors conduisait la liste MRP. Cette dissidence fait que le MRP cesse d’être le premier parti de la circonscription : il est devancé par la SFIO. Il n’empêche que les socialistes ne cessent de reculer – ils obtiennent 47 407 voix -, alors que le parti communiste améliore régulièrement ses scores : il recueille 41 649 suffrages. Les cinq députés sortants sont réélus. 
Abel Poulain siège durant toute la législature à la commission de la production industrielle.
À partir du 18 janvier 1949, il est également membre de la commission de la reconstruction et des dommages de guerre. Il fait de nombreuses interventions comme celle en répondant à Francis Guilmant et Albert Gournay. Il s'oppose à l'idée que Boulogne-sur-mer, peut-être la ville la plus sinistrée de France, n'est plus reconstructible et que plus rien n’avance. Selon lui, la situation va s'améliorer notamment par le plan d'urbanisme adopté par sa commission. Cette situation est développée dans l'ouvrage de Michel-Pierre Chiélini, Reconstruire le Nord-Pas-de-Calais après la Seconde Guerre mondiale (1949-1958).
Le 27 décembre 1946, il est désigné pour les fonctions de juré à la Haute Cour de justice. Il dépose un seul texte de visée très spécifique : une proposition de résolution invitant le gouvernement à faire rechercher les moyens propres à assurer au maximum le dépoussiérage des mines. Il intervient rarement en séance (9 reprises) et toujours sur des questions économiques. Ses propos les plus remarqués sont ceux qu’il prononce dans la discussion du projet de loi portant réorganisation des sociétés nationales de constructions aéronautiques : il en est alors le rapporteur pour avis, le 24 juin 1949. Il prend la parole longuement, à l’occasion de la discussion du projet de loi relatif aux dépenses d’investissement pour la réparation des dommages de guerre, du 28 mars au 15 décembre 1950. A ce titre, il défend l’augmentation du nombre des ingénieurs des mines. 
Il vote constamment à l’unisson de son parti. Le 4 décembre 1946, comme la plupart des socialistes, il a fait partie de la minorité qui a voté l’investiture de Maurice Thorez.
Ne se représentant pas aux législatives de juin 1951, il abandonne par la suite l'ensemble de ses mandats locaux; c'est-à-dire le Conseil général puis la mairie d'Hesdin.
Sorti de la vie politique, il se consacre pleinement à son activité d'origine: son entreprise de menuiserie.

## Hommages
La commune d'Hesdin lui rend hommage en donnant son nom à une place de la commune, la place Abel-Poulain.

### Autres références
- Dictionnaire biographique du mouvement ouvrier, notice d'Yves Le Maner et Gilles Morin.
- « Abel Poulain », sur Base de données des députés français (consulté le 30 octobre 2019).
- Socialistes en République , Noëlline Castagnez.
- La Présence française en Autriche 1945-1946) : occupation, dénazification, action culturelle,  de Klaus Eisterer
- Reconstruire le Nord-Pas-de-Calais après la Seconde Guerre mondiale (1949-1958). Michel-Pierre Chiélini
- Les grèves de 1947 et 1948 dans le Pas-de-Calais, déroulement, violence et maintien de l'ordre, Philippe Roger
- Les conseillers généraux du Pas-de-Calais de 1945 à 1958 : le renouvellement d'un groupe notabiliaire ? Philippe Roger